# Krems (Gemeinde Voitsberg)
Krems ist eine Siedlung in der Stadtgemeinde Voitsberg im Bezirk Voitsberg, Steiermark. Sie liegt in der Katastralgemeinde Thallein und gehörte bis zum 1. Januar 1968 zur Gemeinde Lobming, ehe diese nach Voitsberg eingemeindet wurde.

## Ortsname und Geografie
Der Name Krems leitet sich vermutlich von der indogermanischen Wurzel (s)krem ab, was so viel wie schneiden bedeutet und wohl auf die von der Kainach durchschnittene, enge Schlucht in der Nähe zurückzuführen ist. Eine weitere Möglichkeit ist die Herleitung vom keltischen krem oder akrem, was scharf bedeutet.
Der Ort selbst liegt östlich von Voitsberg an der Kainach und der Straße nach Mooskirchen.

## Geschichte
Archäologische Funde lassen auf eine Besiedlung in der Latènezeit schließen. Auch Römersteine wurden in der Nähe der Burg Krems gefunden. Erstmals urkundlich wird die Ortschaft im Jahr 1151 als Cremese erwähnt. Weitere Erwähnungen stammen aus den Jahren 1160 als Chremsa und Kremß und 1202 als Krems. Die Ortschaft gehörte bis 1848 zur Grundherrschaft Krems, zu der auch Untertanen in Arnstein, Gasselberg, Gößnitz, Großgaisfeld, Kleingaisfeld, Lobming, Muggauberg und Thallein sowie die Breitenbachalm gehörten. Ab 1770 gehörte Krems zum Werbbezirk des Schlosses Greißenegg.
Der Hammergewerke und Eisenhändler Georg Gamilschegg begann, nachdem er die Erlaubnis am 3. April 1788 erhalten hatte, mit dem Bau eines eigenen Hammerwerkes. Dieses war ursprünglich als Sensenwerk geplant, wurde aber später zur Kremser Blechfabrik. Am 25. Januar 1848 wurde diese Fabrik von Erzherzog Johann gekauft, ausgebaut und durch den Einsatz von Dampfmaschinen modernisiert. Die Belieferung mit Eisen erfolgte unter anderem über eine eigene Station an der Köflacherbahn. Erzherzog Johann ließ 1854 eines der ersten ‚modernen' Personalwohnhäuser in der Steiermark für die Fabrikarbeiter errichten. Außerdem gab es ab 1858 einen eigenen Werksarzt und ab 1859 eine Bruderlade für die Arbeiterschaft des Kremser Eisenwerkes. Nach dem Tode Erzherzog Johanns im Jahr 1859 kam das Werk an die Grafen von Meran, welche es vernachlässigten. Für die Zeit um 1870 ist eine eigene, von der Vordernberg-Köflacher Montanindustrie-Gesellschaft errichtete Werksschule in Krems belegt. 1898 wurde der zu diesem Zeitpunkt bereits wieder veraltete Betrieb von der Österreichisch-Alpine Montangesellschaft eingestellt.
Zwischen den Jahren 1796 und 1848 befand sich in Krems eine eigene Poststation der Kleinen Grazer Briefpost, an welcher zweimal wöchentlich Briefe und Pakete zugestellt bzw. abgeholt wurden. Ungefähr zu dieser Zeit wurde auch der alte Meierhof der Burg Krems zu einem Gewerkenhaus mit eigener Parkanlage umgebaut. Otto Klusemann errichtete 1882 eine Zellulosefabrik, welche zu jener Zeit die zweite in Österreich war. Im Jahr 1903 übernahm Adolf Ruhmann die Fabrik und baute sie aus. Im Dezember 1920 erfolgte die Gründung der Ortsgruppe Krems des Verbandes der Arbeiterschaft der chemischen Industrien Österreichs. 1926 kam es zur Gründung einer eigenen Freiwilligen Betriebsfeuerwehr der Zellulosefabrik. Die Produktion von Zellulose wurde schließlich 1939 eingestellt. Die meisten Arbeiter waren bereits zuvor wegen Absatz- und Geldmangels entlassen worden. Später entstand aus der Zellulosefabrik das Holzbauwerk Krems.
Ab 1930 gab es von Krems Autobusverbindungen nach Geistthal, Graz, Köflach, Pack und Voitsberg. Im Dezember 1932 kam es zur Gründung des Sport-Verein-Krems, der am 15. April 1934 zum Athletik-Sportklub Krems-Voitsberg umgewandelt und im Juni 1940 bereits wieder aufgelöst wurde. In den 1930er Jahren kam es auch zur Gründung eines ersten Burgvereins Krems. Als der damalige Landeshauptmann Anton Rintelen im Januar 1934 zu Besuch nach Voitsberg kam, wurden in der Nacht auf den 25. Januar entlang der Bundesstraße von Krems nach Voitsberg mit weißer Farbe Hakenkreuze an Gebäudewände gemalt. Im März 1934 kam es zur Gründung der Ortsgruppe Krems des Österreichischen Heimatschutzes – Richtung Starhemberg, und 1936 gab es eine eigene Ortsgruppe der Vaterländischen Front Voitsberg. Im Juli 1938 wurden Tätigkeiten einer kommunistischen Widerstandszelle in der Zellulosefabrik gemeldet und im Sommer 1941 kam es im Holzwerk zu Verhaftungen in deren Folge mehrere kommunistische Widerstandskämpfer hingerichtet wurden. Bei Bombenabwürfen durch fünf Jagdbomber der Alliierten am 3. Januar 1945 kamen fünf Menschen ums Leben und mehrere Häuser wurden schwer beschädigt. Am 27. April desselben Jahres unternahmen der damalige Direktor des Kremser Holzbauwerkes und ein Tischlermeister eine "Streife" auf 47 entkommene KZ-Häftlinge, bei der mehrere Häftlinge misshandelt und getötet wurden.
Im Februar 1950 kam es zur Gründung des Obstbauvereins Krems und Umgebung und 1953 zur Einrichtung der Freiwilligen Feuerwehr Krems in einem neuen Feuerwehrhaus, das 1973 weiter ausgebaut wurde. Ab den 1970ern kam es im Großraum Krems zur Ansiedlung von Gewerbe- und Industriebetrieben, was zu einem Zusammenwachsen mit dem Stadtgebiet von Voitsberg führte. Im Jahr 1976 wurde von der Stadtgemeinde Voitsberg in Krems ein eigener Kindergarten gebaut, welcher im Oktober 2000 durch einen Neubau ersetzt wurde. Am 6. Mai 1978 wurde die Bankstelle Krems-Thallein der Raiffeisenbank Voitsberg eröffnet. Im selben Jahr wurde auch von der Sparkasse Voitsberg-Köflach eine Filiale in Krems eingerichtet, welche 2011 wieder geschlossen wurde. Im Jahr 1993 wurde der Burgverein Krems neu gegründet.

## Bauwerke

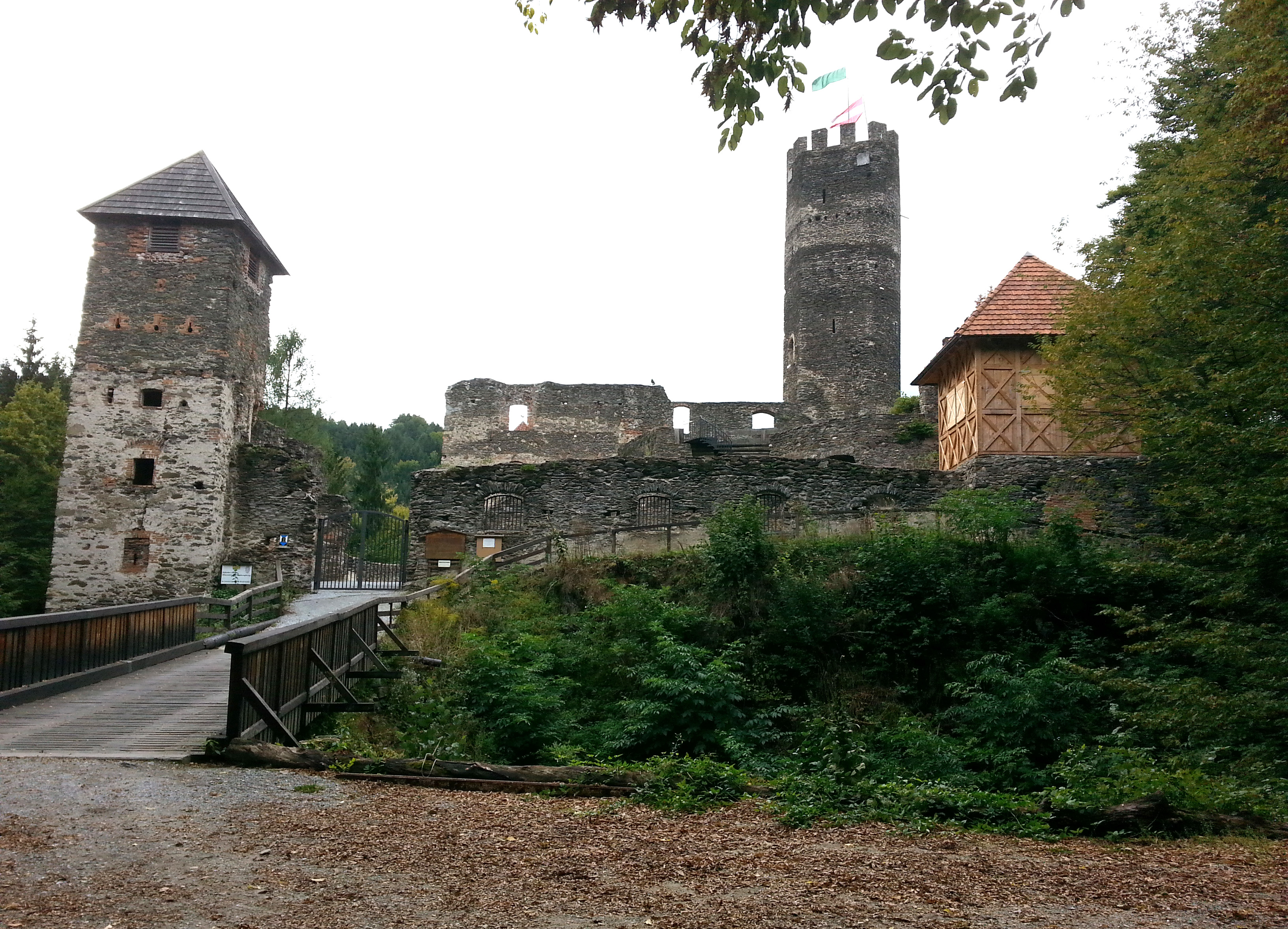
Die Ruine der Burg Krems

Das historisch bedeutendste Bauwerk in Krems ist die Ruine der Burg Krems auf dem Burgberg. Des Weiteren gibt es erhaltene Bauwerke des ehemaligen Eisenwerkes und der Zellulosefabrik sowie das Gewerkenhaus.